# Międzynarodowy Dzień Terenów Górskich
Międzynarodowy Dzień Terenów Górskich (ang. International Mountain Day)  – święto obchodzone corocznie 11 grudnia ustanowione przez Zgromadzenie Ogólne ONZ w 2002 roku na zakończenie Międzynarodowego Roku Terenów Górskich nad obchodami którego patronat objęła  Organizacja Narodów Zjednoczonych do spraw Wyżywienia i Rolnictwa (FAO).
Pierwsze obchody, koordynowane przez FAO, odbyły się w 2003 roku.

## Historia
Rezolucją 53/24 z 10 listopada 1998, Zgromadzenie ogłosiło 2002 rok Międzynarodowym Rokiem Terenów Górskich, aby pomóc w eliminacji i zwalczaniu zjawiska ubóstwa pośród mieszkańców tych terenów, powstałego w wyniku niekorzystnych warunków naturalnych i konfliktów zbrojnych narażających na straty ekosystem górski i jego zasoby.
Obchody Roku miały za zadanie promocję, ochronę i zagwarantowanie zrównoważonego rozwoju w tych regionach, zwiększenie świadomości społeczeństwa na świecie na temat istoty ekosystemów leśnych i ich znaczenia w dostarczaniu istotnych zasobów oraz usług (źródła wody, ochrona żywności) a także wsparcie finansowe inicjatywy. 
Podkreślano również znaczenie promocji i ochrony dobytku kulturowego miejscowej społeczności zamieszkującej tereny górskie (rezolucja 55/189 z 20 grudnia 2000).

## Obchody
Decyzja o ustanowieniu Międzynarodowego Dnia Terenów Górskich była następstwem sukcesu Roku i stworzenia międzynarodowego partnerstwa na rzecz zrównoważonego rozwoju na terenach górskich (ang. "Mountain Partnership", WSSD, Johannesburg, 2 września 2002).
Celem obchodów jest zwrócenie uwagi m.in. na zwiększone koszty zaopatrzenia i usług na terenach górskich, koszty infrastruktury oraz transportu i energii. To również okazja do zwiększenia świadomości o ochronie i znaczeniu gór oraz lasów górskich dla ekologicznego świata i "zielonej gospodarki" z uwzględnieniem zmiany klimatu. 
W ramach obchodów organizowane są także akcje promujące kulturę oraz produkty wywodzące się z terenów górskich. 